# Espinasse (Cantal)
Espinasse é uma comuna francesa na região administrativa de Auvérnia-Ródano-Alpes, no departamento de Cantal. Estende-se por uma área de 15,33 km². Em 2010 a comuna tinha 81 habitantes (densidade: 5,3 hab./km²).